# Bremen (Indiana)
Bremen és una població dels Estats Units a l'estat d'Indiana. Segons el cens del 2000 tenia 4.486 habitants.

## Demografia
Segons el cens del 2000, Bremen tenia 4.486 habitants, 1.689 habitatges, i 1.177 famílies. La densitat de població era de 759,7 habitants per km².
Dels 1.689 habitatges en un 34,5% hi vivien nens de menys de 18 anys, en un 56% hi vivien parelles casades, en un 9,9% dones solteres, i en un 30,3% no eren unitats familiars. En el 26,9% dels habitatges hi vivien persones soles el 13,3% de les quals corresponia a persones de 65 anys o més que vivien soles. El nombre mitjà de persones vivint en cada habitatge era de 2,59 i el nombre mitjà de persones que vivien en cada família era de 3,14.
Per edats la població es repartia de la següent manera: un 27,3% tenia menys de 18 anys, un 9,2% entre 18 i 24, un 27,4% entre 25 i 44, un 20,2% de 45 a 60 i un 15,9% 65 anys o més.
L'edat mediana era de 35 anys. Per cada 100 dones de 18 o més anys hi havia 88,9 homes.
La renda mediana per habitatge era de 40.185 $ i la renda mediana per família de 47.768 $. Els homes tenien una renda mediana de 32.443 $ mentre que les dones 21.902 $. La renda per capita de la població era de 17.073 $. Entorn del 4,2% de les famílies i el 6,5% de la població estaven per davall del llindar de pobresa.

## Poblacions més properes
El següent diagrama mostra les poblacions més properes.